# 사쿠라 사쿠라
사쿠라 사쿠라(일본어: さくら さくら) 또는 사쿠라는, 전통적인 일본의 가곡이다.
일본 고요라고 표기되는 경우가 많지만, 실제로는 막부 말기, 에도에서 어린이용 고토의 기초곡으로서 만들어진 것으로 저자는 불명이다.
원래 '핀 벚꽃'이라는 가사가 붙어 있었다. 그 우아한 멜로디로 인해 메이지 시대 이후, 노래로서 널리 퍼져 현재의 가사가 붙여진 것이다. 13마디 이후의 3가지 멜로디가 있다.
1888년(메이지 21년)에 발행된 도쿄 음악학교의 ‘노래집’에 기재되어 있다.
일본의 대표적인 노래로 국제적인 무대에서 부르는 경우도 많다.

## 가사
가사는 두 가지 있으며 본래 가사는 아래와 같다.
さくら さくら 사쿠라 사쿠라
벚꽃 벚꽃
やよいの空は 야요이노 소라와
3월 하늘은
見わたす限り 미와타스 가기리
바라보는 곳마다
かすみか雲か 가스미카 구모카
안개인지 구름인지
匂いぞ出ずる 니오이조 이즈루
빛이 나네
いざや いざや 이자야 이자야
어서 어서
見にゆかん 미니 유칸
보러 가자

또 하나는 쇼와 16년에 새로 고쳐진 것으로, 현재 음악 교과서 등에는 이 가사를 게재하고 있는 곳도 있다. 이 가사를 1절, 앞서 설명한 원래 가사를 2절로 취급하고 있는 경우도 있다.
さくら さくら 사쿠라 사쿠라
벚꽃 벚꽃
野山も里も 노야마모 사토모
산과 들도 마을도
見わたす限り 미와타스 가기리
바라보는 곳마다
かすみか雲か 가스미카 구모카
안개인지 구름인지
朝日ににおう 아사히니 니오우
아침해에 빛나네
さくら さくら 사쿠라 사쿠라
벚꽃 벚꽃
花ざかり 하나자카리
꽃이 한창이네

## 같이 보기
- 벚꽃
- 고토
- 일본 음악
- 고마고메역
- 무사시코가네이역